# Franz-Liszt-Gesellschaft
Die Franz-Liszt-Gesellschaft (FLG) wurde 1905 von Martha Remmert gegründet und existierte bis 1937. Die Gründerin leitete die FLG als deren Vorsitzende und Direktorin, sie war ebenfalls Leiterin der Franz-Liszt-Akademie Berlin. Die FLG war die erste ihrer Art weltweit, andere Liszt-Gesellschaften wurden wesentlich später gegründet. Die in Berlin ansässige Gesellschaft vereinte zahlreiche Schüler und Schülerinnen Liszts als  Mitglieder, veranstaltete Musikfeste und unterstützte bis zu ihrer Schließung durch die Reichsmusikkammer der NSDAP notleidende Musiker. 

## Geschichtlicher Hintergrund
Um das Andenken an Franz Liszt und dessen Œuvre war es 20 Jahre nach seinem Tod nicht gut bestellt. Einige Versuche, Liszt-Vereinigungen zu etablieren, waren gescheitert. Dazu gehörten die Versuche von Alexander Wilhelm Gottschalg 1870/71, von Berthold Kellermann 1875/76 und der 1885 in Leipzig gegründete Liszt-Verein, der innerhalb von zehn Jahren 70 Konzerte veranstaltete, aber 1899 aufgelöst wurde. Auch der Versuch von August Göllerich 1887 in Wien einen Liszt-Verein zu etablieren, blieb erfolglos. In Budapest gab es ab 1893 die Liszt-Ferenc-Társaság, die 1902 wieder aufgelöst wurde. Neue Vereine in Budapest gab es von 1932 bis 1945, die sechste Gründung erfolgte 1973. In Weimar hatte Carl Alexander von Sachsen-Weimar-Eisenach zwar 1886 die Wohnung Liszts im Haus der Hofgärtnerei zum Museum erklärt (Liszthaus), doch hatte das für die Öffentlichkeit bis 1952 keine Außenwirkung. Die 1886 in Weimar gegründete Liszt-Stiftung veranstaltete in den Jahren 1887 bis 1894 jährlich Liszt-Konzerte, doch ab 1895 standen Liszts Werke kaum noch im Programm. Die Gründung der Franz-Liszt-Gesellschaft durch Martha Remmert war 1905 die einzige derartige Initiative, auch gegenüber dem ADMV, die Erinnerung an Franz Liszt wachzuhalten und sich für seine Werke einzusetzen.

## Geschichte

### Gründung
Martha Remmert hatte sich im Laufe ihrer Karriere als Liszt-Schülerin und als eine der bedeutenden Pianistinnen ihrer Zeit im europäischen Raum ein großes Netzwerk aufgebaut. Im Februar 1905 verfasste sie einen Aufruf zur Gründung der FLG und verschickte ihn an Angehörige des ehemaligen Liszt-Kreises. Den Zweck der Gesellschaft sah sie nicht mit der Verbreitung der Kenntnis Liszt’scher Werke und seiner Lehrgrundsätze erschöpft, sondern die FLG sollte auch notleidenden Musikern zur Hilfe zu kommen. Bei Franz von Liszt, den Remmert schon seit 1881 aus Wien kannte, holte sie sich juristische Hilfe bei der Gründung der Gesellschaft. Am 19. Februar 1905 fand in ihrer Wohnung in Berlin, Tauentzinstraße 6, die konstituierende Sitzung statt. Marie Alexandrine Prinzessin Reuß zu Köstritz hatte sich zur Übernahme des Protektorats bereit erklärt. Als diese 1922 starb, wurde die im Exil lebende Kaiserin Hermine von Preußen, die Remmert über ihren Bruder Adalbert Remmert kannte, neue Schirmherrin.
Remmert konnte viele bekannte Musiker als Mitglieder der FLG gewinnen. Dazu zählten Eugen d’Albert, Leopold Auer, Oscar Benda, Ludwig Bösendorfer, César Cui, Joachim Gans Edler Herr zu Putlitz, Anton Fook, Carl Fuchs, Edvard Grieg, Berthold Kellermann, Edgar Stilman Kelley, Karl Klindworth, Franz von Liszt, Giórgios Názos, Eduard Nápravnik, Arthur Nikisch, Walther Nithack-Stahn, Ernst von Possart, Peter Raabe, Alfred Reisenauer, Nikolai Rimski-Korsakow, Bertrand Roth, Camille Saint-Saëns, Emil von Sauer, Max von Schillings, Eugen Segnitz, Giovanni Sgambati, Siegfried Wagner, Felix Weingartner und Géza Zichy.

### Musikfeste 1911 bis 1922
Martha Remmert veranstaltete mit der FLG sieben, meist dreitägige Musikfeste, die denen des Allgemeinen Deutschen Musikvereins (ADMV) im Aufbau ähnelten. Die Musikfeste wurden veranstaltet 1911 in Berlin, 1912 in Sondershausen, 1913 in Stendal, 1914 in Altenburg, 1918 in Meiningen, 1921 in Den Haag und 1922 in Bad Kissingen. Remmert brachte neben vielen Instrumental-Kompositionen von Liszt auch seine bis dahin noch unbekannten Lieder mit ihrem Martha-Remmert-Ensemble zum Vortrag, aber auch viele neue Werke anderer Komponisten, davon viele als Erst- oder Uraufführungen. Oft gab es über 100 Mitwirkende, und über den Erfolg der Musikfeste berichtete die Presse immer ausführlich.
Weitere Musikfest-Planungen in der Zeit von 1923 bis 1936 scheiterten an wirtschaftlichen oder politischen Umständen. Nun aber hielt Remmert für die FLG in vielen deutschen Städten und in Niederland insgesamt rund 40 Vorträge über „Franz Liszt als Mensch und Musiker“ und gab selbst am Klavier dazu Musikbeispiele. Auch wurden von der FLG in Berlin zur Zeit von Inflation und Weltwirtschaftskrise „Bunte Abende“, Hauskonzerte und „musikalische Nachmittage“ für die interessierte Öffentlichkeit abgehalten.

### Tochtergesellschaft auf Java
Eine Tochtergesellschaft der FLG in Berlin war die Nederlandsch-Indische Liszt-Vereeniging, die Remmerts Schülerin Johanna van der Wissel (1867–1945) 1932 im heutigen Indonesien gründete.

### Ende durch die Reichsmusikkammer der NSDAP
Als die NSDAP bereits musikalische Vereinigungen wie den ADMV und auch die Franz-Liszt-Gesellschaft in ihrer Existenz bedrohte, versuchten Mitglieder des Weimarer Franz-Liszt-Bund mit der Berliner Franz-Liszt-Gesellschaft zu fusionieren. Carl Graf Pückler-Burghauss, Konrad Karl Adolf von Baerenfels-Warnow (1851–1944), Werner Deetjen und Peter Raabe bemühten sich schon ab Juni 1931 bei Remmert um die Verbindung der beiden Vereinigungen. Remmert ging jedoch nicht auf den Vorschlag ein. Die FLG veranstaltete auch nach 1933 in Berlin noch in privaten Wohnräumen etliche Hauskonzerte für die verbliebenen Mitglieder. Remmert hatte Berlin aber schon verlassen und sich nach Neuses bei Coburg zurückgezogen. Am 26. Februar 1936 fand die letzte Versammlung einiger Mitglieder in Berlin statt.

## Spätere Liszt-Gesellschaften
Weitere Liszt-Gesellschaften wurden u. a. in England, Deutschland, Italien, den Niederlanden, Polen, Österreich, der Schweiz, Ungarn, und den USA ab Mitte des 20. Jahrhunderts gegründet.